# ناوقر
شهر ناوقر (به انگلیسی: Navghar) با جمعیت ۲۱۹٫۳۹۸ نفر در ایالت مهاراشترا در کشور هند واقع شده‌است.